# 格伦·杨金
格伦·艾伦·扬金（英語：Glenn Allen Youngkin，1966年12月9日—）是美国共和黨籍政治人物、商人，現任維珍尼亞州州長。從政前在私募股权公司凯雷集团工作了25年，后来成为该公司的首席执行官。2020年9月辞去凯雷集团的职务，并于2021年1月宣布参选2021年弗吉尼亚州州长选举。
杨金于2021年5月10日赢得共和党州长选举提名，并将在2021年大选中对阵民主党候选人泰瑞·麥考夫。11月2日，在大选中格伦·扬金击败了民主党前州长特里·麦考利夫，使他成为自2009年以来在第一位赢得弗吉尼亚州州长选举的共和党人。他承諾在他執政的第一天就禁止在公立學校教授批判性種族理論，放寬某些關於新冠肺炎防疫的規定和限制，並在弗吉尼亞州倡導低稅收和小政府。

## 早年生活和教育
格伦·艾伦·杨金于1966年12月9日出生在弗吉尼亚州的里士满。他的母亲叫爱丽丝（原姓氏为奎因），父亲是卡罗尔·韦恩·杨金。他的父亲在杜克大学参加篮球队，并在会计和金融部门工作。杨金十几岁时，全家从里士满搬到了維珍尼亞海灘。他就读于弗吉尼亚州诺福克的诺福克学院，并于1985年毕业。在读书期间，他获得了很多篮球方面的荣誉。
杨金在位于得克萨斯州休斯顿的莱斯大学就读时获得了篮球方面的奖学金。此外，他还在西南联盟的猫头鹰队打了四个赛季的篮球，在此过程中共得到82分和67个篮板。1990 年，他获得了管理研究文学学士学位和机械工程理學學士学位。他随后于1992年就读哈佛商学院，并于1994年获得工商管理碩士学位。

## 职业生涯

### 早期职业生涯
1990年从莱斯大学毕业后，杨金就加入了第一波士顿投资银行，负责并购和资本市场融资等业务。不久之后，第一波士顿投资银行就被瑞士信贷集团并购。杨金于1992年选择离开，并前往哈佛商学院深造。
1994年取得硕士学位后，杨金选择加入主营管理咨询业务的麦肯锡公司。

### 凯雷集团
1995年8月，杨金加入了位于华盛顿特区的私募股权公司凯雷集团，最初只是收购团队的成员。不过到了1999年，他就成为了凯雷集团的合伙人兼董事。他管理着该公司的英国收购团队（2000-2005）和全球工业部门投资团队（2005-2008），在伦敦和华盛顿之间来回奔波。
2008年4月，凯雷集团的创始人要求杨金退出交易部门，并加入策略指定部门。2009年，凯雷集团的两位创始人成立了一个由7人组成的运营委员会，由杨金担任主席，负责凯雷集团的日常运营。2009年，杨金和丹尼尔·阿克森一起加入了公司的执行委员会，该委员会此前由三位凯雷集团的创始人组成。
2010年底，凯雷集团首席财务官彼得·纳希微突然离职，杨金成为临时的首席财务官，直到2011年3月底阿德纳·弗里德曼被聘为首席财务官。

## 2021年弗吉尼亚州州长选举
- 杨金—80–90%
- 杨金—70–80%
- 杨金—60–70%
- 杨金—50–60%
- 杨金—40–50%

- 麦考夫—50–60%
- 麦考夫—60–70%
- 麦考夫—70–80%
- 麦考夫—80–90%

各郡县及独立市的选举结果

2021年1月，杨金宣布寻求弗吉尼亚州州长选举的共和党提名。这是杨金第一次参加选举，由于其丰厚的财力，这使得他能够自筹选举经费。在初选中，杨金花了至少550万美元。由于杨金和德州参议员泰德·克鲁兹关系密切，因此杨金也得到了克鲁兹的站台。当然，杨金之前也捐助了克鲁兹在2018年的参议员连任选举活动。
杨金最终于2021年5月10日在共和党初选中击败了其他六名候选人获得了提名。

## 州长生涯
杨金于2022年1月15日宣誓就任弗吉尼亚州州长。他一就任便履行选举时的承诺，签署了多项行政令，包括禁止在公立学校教授“批判性种族理论”、废除公立学校戴口罩规定、公务员接种新冠肺炎疫苗规定等其他多项与新冠肺炎相关的行政令。除此之外，杨金州长成立了两个委员会，一个负责帮助打击联邦的反犹主义，另一个专门负责打击人口贩运。